# شاه‌بلوط آمریکایی
شاه‌بلوط آمریکایی (نام علمی: Castanea dentata) نام یک گونه برگریز از سرده شاه‌بلوط در تیره راشیان است.
این درخت بومی شمال شرق آمریکا است. پیش از این‌که این گونه با نابودی گسترده توسط بیماری سوختگی شاه‌بلوط مواجه شود یکی از مهم‌ترین درختان جنگلی منطقه خود بود.